# Гилкрист, Александр
Александр Гилкрист  (англ. Alexander Gilchrist, 1828 — 30 ноября 1861) — британский искусствовед, биограф Уильяма Блейка , чья книга «Жизнь Уильяма Блейка: Неизвестный художник» до сих пор пользуется репутацией наиболее авторитетного справочного издания, источника о жизни и творчестве английского художника и поэта эпохи романтизма.
Он родился в Ньюингтон Грин, на севере от Лондона, сын священника Унитариатской Церкви Ньюингтон. Будучи принят в коллегию адвокатов, Гилкрист выбрал в качестве своей основной деятельности литературу и искусствоведение. Он поселился в Гилфорде в 1853 году, где написал Жизнь Уильяма Этти . В 1856 году он переехал в Челси, став ближайшим соседом двух известных писателей Томаса Карлейля и его жены Джейн Уэлш Карлель. Гилкрист уже заканчивал свою работу над главным трудом своей жизни, книгой Жизнь Уильяма Блейка: Неизвестный художник, когда вдруг заболел скарлатиной, заразившись от одного из своих детей, и умер в возрасте 33 лет.
Его жена и сподвижница Анна Гилкрист, пережившая его на 24 года, завершила работу мужа с помощью Данте Габриэля Россетти и его брата Уильяма Майкла. Ими был составлен и откомментирован второй том книги, представляющий публикацию основных литературных трудов Блейка. Книга вышла в 1863 году, и имела огромный успех у читателей многие из которых впервые узнали имя Уильяма Блейка. Второе дополненное издание книги было осуществлено в 1880 году.